# Pablo Ismael Outes
Pablo Ismael Outes (Salta, 11 de diciembre de 1967) es un contador público nacional y político argentino. Actualmente se desempeña como Diputado Nacional en representación de la Provincia de Salta y supo ser Coordinador de Enlace y Relación Políticas de la Gobernación por la Provincia de Salta en el gobierno de Gustavo Sáenz.

## Biografía
Pablo Ismael Outes es hijo de uno de los desaparecidos durante la dictadura militar. Su padre, Pablo Eliseo Outes, fue uno de los asesinados en la Masacre de Palomitas pergeñada en 1976 dónde hubo once muertos. Pablo Ismael, estudió y se recibió de Contador Público Nacional.
En el año 2001 Pablo Outes es uno de los seis diputados peronistas que logran una banca en las Elecciones provinciales de dicho año. Una vez electo fue presidente del bloque del Partido Justicialista en la cámara y un vínculo con el diputado Ernesto José Aparicio que tuvo que renunciar a su banca por los vínculos con el clan mafioso de los Castedo.
Outes en ese entonces fue fotografiado teniendo una reunión con el diputado acusado de narco pero además en dicha reunión estuvieron presentes los hermanos narcotraficantes en persona. La defensa del legislador capitalino fue que la reunión si se produjo pero que él desconocía quienes eran los acompañantes de Aparicio. En 2025 apoyo el pedido de desafuero tras  denuncias contra el político libertario Pablo Emanuel López, concejal de La Libertad Avanza en la Ciudad de Salta, fue denunciado penalmente por la convencional municipal Estela Mendez, de su mismo espacio político por presunta extorsión sexual y retención de salario. La denuncia se basó en un audio filtrado en el que el edil habría condicionado el cobro del sueldo de la denunciante a la realización de actos sexuales. El caso generó una fuerte repercusión a nivel provincial y nacional, provocando el pedido de renuncia por parte de dirigentes de su propio espacio político.LLA}}</ref>Antes de asumir su banca como diputado Emanuel Lopez se dieron a conocer muchas denuncias en su contra, tanto por violencia física y verbal como por acoso físico y por medio de mensajes de WhatsApp. Según consta en la denuncia les habría ofrecido a las militantes de su espacio crecer políticamente si accedían a cumplirle ciertos favores sexuales, antes de asumir acumulaba denuncias por intento de abuso a una menor.
Los hermanos Castedo fueron los principales acusados del asesinato mafioso de una vendedora de huevos que los había denunciado por cortar un camino para usarlo como paso de drogas. Liliana Ledesma fue asesinada de cuatro puñaladas en Salvador Mazza y le cortaron los labios en señal de silencio, todo esto tres días después de haber denunciado la situación. El clan Castedo fue finalmente detenido tras diez años de búsqueda implacable y si bien Aparicio falleció sin condena su hermana si llegó a ser condenada por la justicia además de la encarcelación del juez Reynoso que encubría todo este accionar.
Outes no renovó su banca legislativa y en diciembre de 2005 el gobernador Juan Carlos Romero lo designa Director del Ente Regulador de los Servicios Públicos de Jurisdicción Provincial por un plazo de tres años. Con la llega al gobierno provincial de Juan Manuel Urtubey, Pablo renunció como miembro del directorio.Entre marzo y noviembre de 2010 Outes fungió como cargo político dentro de la estructura de gobierno de Urtubey.
Con la llegada de Gustavo Sáenz a la intendencia de la ciudad de Salta, Outes fue designado Coordinador de la Intendencia y además fungió como presidente de la Cooperadora Asistencial, manejando los programas de la copa de leche y la asistencia a merenderos.En el ejercicio de su responsabilidad pública fue noticia por haber incluido en la nómina de empleados a su novia, Marianela Pérez.
Cuando Sáenz ganó la gobernación de la Provincia de Salta, Outes fue uno de los coordinadores de la transición siendo designado como Coordinador de Enlace y Relaciones Políticas de la gobernación teniendo rango ministerial.
Durante el ejercicio de su nuevo cargo fue denunciado públicamente por incompatibilidades debido a que su padre, María Elena Jiménez, era la principal proveedora de adoquines para los municipios salteños. El propio diputado oficialista, Enrique Daniel Sansone, argumentó que lo de Outes era competencia desleal ya que todos los municipios estarían obligados a comprarle a la empresa de Outes a cambio del dinero para las obras públicas.
En 2021 su novia resulta electa concejal de la ciudad de Salta pero tras dos meses en su cargo renuncia y es ubicada en el ministerio de desarrollo social como coordinadora supuestamente para controlar la gestión de la ministra entrante, Claudia Silvina Vargas.
En el año 2023 Outes se presenta como precandidato a diputado nacional en primer término acompañado por Yolanda Vega y Lucas Javier Godoy en segundo y tercer término respectivamente. Outes a pesar de haber sido parte de Cambiemos luego fungió como presidente de la C.A.P. del Partido Justicialista y finalmente encabezó la lista de Unión por la Patria que estaba apoyada por el gobernador Gustavo Sáenz.Recibió el apoyo de todo el arco oficialista, destacando el comunicado de la Cámara de Senadores de la Provincia de Salta y la Cámara de Diputados de la Provincia de Salta.En las PASO 2023 obtuvo 80.886 votos y ganó la interna de su frente político venciendo al "Rana Villa" y a Verónica Caliva. En las elecciones generales obtuvo 280.111 votos y fue el segundo candidato más votado por detrás de Emilia Orozco y se quedó con dos de los cuatro escaños en juego.
Juró como diputado nacional el 7 de diciembre de 2023 y conformó el bloque Innovación Federal junto a Yolanda Vega, otros diputados de Neuquén, Río Negro, Misiones y Pamela Calletti que resultó electa como presidente.